# Linje 14 (Pekings tunnelbana)

Stationen Fangzhuang på Linje 14.

Linje 14 (北京地铁14号线; Běijīng dìtiě shísìhào xiàn) är en linje i Pekings tunnelbana. Linje 14 trafikerar östra och södra Peking och är delad i en östra och en västra del som ska kopplas samman 2017. Linje 14 är den första linjen i Peking som använder högkapacitetståget A-Type.. Linje 14 är i kartor och på skyltar märkt med ljusrosa färg.     

## Bassträckning

### Västra sektionen
Västra sträckningen av Linje 14 trafikerar från Zhangguozhuang vid Yongdingfloden utanför västra Femte ringvägen i Fengtaidistriktet och öster ut till Xiju utanför sydvästra Tredje ringvägen.
Västra  sträckningen av Linje 14 trafikerar 7 stationer och är 11,1 km lång.

### Östra sektionen
Östra sträckningen av Linje 14 trafikerar från Pekings södra järnvägsstation och fortsätter rakt öster ut förbi sydöstra Tredje ringvägen varefter linjen fortsätter rakt norrut till Shan'gezhuang utanför nordöstra Femte ringvägen i Chaoyangdistriktet.
Östra sträckningen av Linje 14 trafikerar 19 stationer och är 28,8 km lång.

## Trafikeringstider
Det första tåget i östlig riktning på den västra sektionen avgår 05:30 från västra ändstationen Zhangguozhuang. Det första tåget i västlig riktning på västra sektionen avgår 05:45 från den östra ändstationen Xiju. Det första tåget i östlig riktning på den östra sektionen avgår 05:30 från västra ändstationen Beijing South Railway Station. Det första tåget i västlig riktning på östra sektionen avgår 05:00 från den östra ändstationen Shan'gezhuang.
Det sista tåget i östlig riktning på den västra sektionen avgår 22:10 från västra ändstationen Zhangguozhuang. Det sista tåget i västlig riktning på västra sektionen som går hela vägen till Zhangguozhuang avgår 22:10 från den östra ändstationen Xiju. Det sist avgången från Xiju avgår 22:30, men den går bara till Dawayao. Det sista tåget i östlig riktning på den östra sektionen avgår 22:40 från västra ändstationen Beijing South Railway Station. Det sista tåget i västlig riktning på östra sektionen avgår 22:30 från den östra ändstationen Shan'gezhuang.

## Biljettpriser
Prissättningen på biljetterna avgörs av färdsträckan.
- 3 yuan (¥) för resor upp till 6 km.
- 4 yuan för resor 6 till 12 km.
- 5 yuan för resor 12 till 22 km.
- 6 yuan för resor 22 till 32 km.
- Ytterligare 2 yuan för varje ytterligare 20 km. utöver 32 km.

## Historia
Linje 14 (västra sträckningen) öppnade 5 maj 2013. 28 december 2014 öppnades stärkningen Jintailu till Shan'gezhuang. 26 december 2015 öppnades sträckningen från Jintailu till  Pekings södra järnvägsstation.

## Framtida expansion
2017 ska östra- ock västra sektionen sammankopplas genom fem nya stationer mellan Beijing South Railway Station och Xiju. När Linje 14 är fullt utbyggd 2017 kommer den att trafikera 36 stationer och vara 47,7 km lång.
På östra sträckningen pågår förberedelser för stationerna Chaoyang Park, Pingleyuan, Taoranqiao and Gaojiayuan, men inget officiellt öppningsdatum finns.

## Lista över stationer
Från väster mot öster:
- Zhangguozhuang (张郭庄)
- Yuanboyuan (Garden Expo Park) (园博园)
- Dawayao (大瓦窑)
- Guozhuangzi (郭庄子)
- Dajing (大井)
- Qilizhuang (七里庄) (byte till      Linje 9)
- Xiju (西局) (byte till      Linje 10)
- Dongguantou (东管头)
- Lize Shangwuqu (丽泽商务区)
- Caihuying (菜户营)
- Xitieying (西铁营)
- Jingfengmen (景风门)
- Beijing South Railway Station (北京南站) (byte till      Linje 4)
- Yongdingmenwai (永定门外)
- Jingtai (景泰)
- Puhuangyu (蒲黄榆) (byte till      Linje 5)
- Fangzhuang (方庄)
- Shilihe (十里河)  (byte till      Linje 10 och      Linje 17)
- Beigongda Ximen (Beijing Univ. of Tech. West Gate) (北工大西门)
- Pingleyuan (平乐园)
- Jiulongshan (九龙山) (byte till      Linje 7)
- Dawang Lu (大望路) (byte till      Linje 1)
- Jintai Lu (金台路) (byte till      Linje 6)
- Chaoyang Gongyuan (Chaoyang Park) (朝阳公园)
- Zaoying (枣营)
- Dongfeng Beiqiao (东风北桥)
- Jiangtai (将台)
- Wangjingnan (望京南)
- Futong (阜通)
- Wangjing (望京) (byte till      Linje 15)
- Donghuqu (东湖渠)
- Laiguangying (来广营)
- Shan'gezhuang (善各庄)